# Virring Kirke

Virring Kirke ligger i landsbyen Virring i Virring Sogn (Randers Søndre Provsti, Århus Stift). Kirken regnes for at være én af de fire ældste landsbykirker i Danmark, bygget omkring 1070, fordi dens arkitektur har tydelige anglo-normanniske træk.